# Tréziers
Tréziers là một xã của Pháp, nằm ở tỉnh Aude trong vùng Occitanie. Người dân địa phương trong tiếng Pháp gọi là Tréziérois.

## Hành chính
| Danh sách các xã trưởng                |                  |                         |      |         |
| Giai đoạn                              | Giai đoạn        | Tên                     | Đảng | Tư cách |
| mai 1892                               | mai 1908         | Pierre Faure            |      |         |
| mai 1908                               | mai 1929         | Antoine Laffont         |      |         |
| mai 1929                               | aout 1944        | Elie Sérié              |      |         |
| 24 aout 1944                           | 1946             | Jean Fabre              |      |         |
| tháng 3 năm 1971                       | tháng 6 năm 1995 | Joseph Monié            |      |         |
| 1946                                   | tháng 3 năm 1971 | Henri Roujol            |      |         |
| tháng 3 năm 1971                       | tháng 6 năm 1995 | Joseph Monié            |      |         |
| tháng 6 năm 1995 mars 2001             | tháng 3 năm 2008 | Clément Luga            |      |         |
| tháng 3 năm 2008                       |                  | Jean-Christophe Gauvrit |      |         |
| Tất cả các dữ liệu trước đây không rõ. |                  |                         |      |         |

## Thông tin nhân khẩu
| Năm | 1962 | 1968 | 1975 | 1982 | 1990 | 1999 |
| --- | ---- | ---- | ---- | ---- | ---- | ---- |
| Dân số | 33   | 54   | 51   | 67   | 68   | 84   |
| From the year 1968 on: No double counting—residents of multiple communes (e.g. students and military personnel) are counted only once. |      |      |      |      |      |      |